# زنان در بازی ویدئویی
زنان در بازی ویدئویی (انگلیسی: Women and video games) یا رابطه بین زنان و بازی ویدئویی توجه گسترده‌ای از سوی رسانه‌ها و محافل علمی را جلب کرده است. از دهه ۱۹۹۰، زنان گیمر معمولاً به عنوان اقلیتی شناخته می‌شدند. با این حال، بررسی‌های صنعتی نشان داده‌اند که نسبت جنسیتی با گذشت زمان به میزان قابل توجهی به تساوی نزدیک شده است. از اوایل دهه ۲۰۱۰، مشخص شده است که زنان تقریباً نیمی از تمامی گیمرها را تشکیل می‌دهند. نسبت جنسیتی در ژانرهای مختلف بازی به‌طور قابل توجهی متفاوت است، و زنان در ژانرهایی مانند تیراندازی اول شخص و وارگیم راهبرد کلان کمترین نمایندگی را دارند. شوونیسم در بازی‌های ویدئویی، از جمله آزار جنسی، و همچنین کمبود نمایندگی زنان به عنوان شخصیت‌ها در بازی‌ها، از جمله موضوعات رو به افزایش در فرهنگ بازی‌های ویدئویی است.
مدافعان افزایش تعداد زنان گیمر به مشکلات ناشی از محرومیت زنان از یکی از سریع‌ترین حوزه‌های فرهنگی در حال رشد، و همچنین بازار بکر گیمرهای زن تأکید می‌کنند. تلاش‌ها برای افزایش مشارکت زنان در این رسانه به مشکلاتی مانند تبلیغات جنسیتی، کلیشه‌های اجتماعی و کمبود خالقان بازی ویدئویی زن (کدنویس‌ها، توسعه‌دهنده بازی ویدئویی، تولیدکنندگان و غیره) پرداخته است. اصطلاحات "دختر گیمر" یا "گیمر گریل" به عنوان اصطلاحی دوباره تصاحب‌شده برای توصیف زنان بازیکن توسط خودشان استفاده شده است، اما این اصطلاحات همچنین به عنوان بی‌ثمر یا توهین‌آمیز مورد انتقاد قرار گرفته‌اند.

## جمعیت‌شناسی بازیکنان زن
در سال ۲۰۰۸، مطالعه‌ای از مرکز تحقیقات پیو نشان داد که در میان نوجوانان، ۶۵٪ مردان و ۳۵٪ زنان خود را به عنوان گیمرهای روزانه توصیف کرده‌اند. این روند به وضوح در گروه‌های سنی جوان‌تر بیشتر مشاهده شد. این مطالعه نشان داد که در حالی که مردان بزرگسال به‌طور قابل توجهی بیشتر از زنان بزرگسال بازی‌های بازی کنسولی انجام می‌دهند، در سایر پلتفرم‌ها احتمال بازی کردن برای هر دو جنس برابر است. اما حتی در این زمینه نیز آمارها به سمت برابری در حال حرکت است: در سال ۲۰۱۲، نینتندو گزارش داد که نیمی از کاربران آن زنان هستند، و در سال ۲۰۱۵ مطالعه دیگری از Pew نشان داد که زنان آمریکایی بیشتر از مردان (۴۲٪ در مقابل ۳۷٪) کنسول‌های بازی داشتند. در سال ۲۰۱۳، ورایتی گزارش داد که مشارکت زنان با افزایش سن افزایش یافته است (۶۱٪ از زنان و ۵۷٪ از مردان در سنین ۴۵ تا ۶۴ سال بازی می‌کنند).
مشارکت زنان در بازی‌ها در حال افزایش است. طبق نظرسنجی انجمن نرم‌افزار سرگرمی، درصد بازیکنان زن در ایالات متحده از ۴۰٪ در سال ۲۰۱۰ به ۴۸٪ در سال ۲۰۱۴ افزایش یافته است. امروزه، با وجود درک غالب از این که بیشتر گیمرها مرد هستند، نسبت زنان به مردان گیمر تقریباً متعادل است و شبیه به نسبت جنسی انسانی است.
یک نظرسنجی در میانه سال ۲۰۱۵ که توسط UKIE گزارش شد نشان داد که ۴۲٪ از گیمرهای بریتانیایی زن هستند.

### جمع‌آوری داده‌ها
در آمریکای شمالی، نظرسنجی‌های سالانه‌ای دربارهٔ جمعیت‌شناسی بازی‌های ویدئویی از سوی انجمن نرم‌افزارهای سرگرمی (ESA) از حداقل سال ۱۹۹۷ و از سوی انجمن نرم‌افزارهای سرگرمی کانادا (ESAC) از سال ۲۰۰۶ انجام شده‌اند. سازمان‌های دیگری از جمله انجمن بازی‌ها و سرگرمی‌های تعاملی (IGEA) استرالیا/نیوزیلند از سال ۲۰۰۵ به‌طور نیمه‌منظم داده‌های جمعیت‌شناسی را در مورد جمعیت تحت پوشش خود جمع‌آوری و منتشر کرده‌اند. در اروپا، فدراسیون نرم‌افزارهای تعاملی اروپا (ISFE) و چندین گروه ملی کوچک‌تر مانند انجمن سرگرمی بلژیک (BEA)، انجمن تولیدکنندگان و واردکنندگان تصویر و صداگذاران هلندی (NVPI)، و انجمن سرگرمی تعاملی بریتانیا (UKIE) از سال ۲۰۱۲ جمع‌آوری داده‌ها دربارهٔ گیمرهای زن را آغاز کرده‌اند. علاوه بر این، تحقیقات بازاری و نظرسنجی‌های فرهنگی به‌صورت موردی توسط منابع متنوعی، از جمله بخش‌هایی از روزنامه‌نگاری بازی‌های ویدئویی و سایر نویسندگان فرهنگی، از دهه ۱۹۸۰ تولید شده است.
نه‌تنها جمعیت کلی گیمرهای زن رصد شده، بلکه پراکندگی این جمعیت در بسیاری از جنبه‌های بازی‌های ویدئویی نیز مورد بررسی قرار گرفته است. برای بیش از ۱۰ سال، گروه‌هایی مانند ESA و ESAC داده‌هایی دربارهٔ جنسیت خریداران بازی‌های ویدئویی، درصد گیمرهای زن در رده‌های سنی مختلف، و میانگین سال‌هایی که زنان به بازی‌های ویدئویی پرداخته‌اند، جمع‌آوری کرده‌اند. به‌ویژه ESAC جزئیات بیشتری دربارهٔ تقسیم‌بندی سنی بازار بین گیمرهای مرد و زن ارائه داده است. آمارهای دیگری نیز از زمان به زمان دربارهٔ طیف وسیعی از عوامل مؤثر بر بازار بازی‌های ویدئویی جمع‌آوری شده‌اند.

## ترجیحات ژانری
میانگین ترجیحات ژانری بازی‌های ویدئویی در میان زنان و مردان تفاوت‌هایی دارد. بیل فینزر از دانشگاه سان فرانسیسکو در سال ۱۹۸۲ اظهار داشت که بیشتر بازی‌ها توسط مردان طراحی شده‌اند و دارای «مولفه‌ای تهاجمی» هستند که برای زنان جذابیت کمتری دارد، زیرا «آن‌ها این فانتزی را به اشتراک نمی‌گذارند». الیزابت استیج از تالار علوم لارنس نیز بیان کرد: «مشاهده شده که بازی‌هایی مانند پک-من برای دختران و زنان جذاب‌تر هستند»، زیرا «انفجار، بمباران، تیراندازی و کشتار برای آن‌ها کمتر جذاب است». پل کابج از Atari Program Exchange معتقد بود که زنان بازی‌هایی با محوریت همکاری، شخصیت‌هایی مانند پک-من و Frogger، و عناصری مانند طنز و شگفتی را ترجیح می‌دهند. توماس دبلیو مالون از زیراکس پارک پیشنهاد کرد که به‌جای طراحی بازی‌ها به‌طور خاص برای مردان یا زنان، توسعه‌دهندگان باید بازی‌هایی خلق کنند که برای هر دو جنسیت جذاب باشد و «به کاربر امکان انتخاب فانتزی‌های مختلف را بدهد».
گزارشی در سال ۲۰۱۷ از سوی شرکت تحلیل بازی‌های ویدئویی کوانتیک فاندری، بر اساس نظرسنجی از حدود ۲۷۰٬۰۰۰ گیمر، نسبت‌های مختلفی از بازیکنان زن و مرد را در ژانرهای مختلف بازی نشان داد. این مطالعه علت تفاوت درصدها را صرفاً به جنسیت نسبت نداد، بلکه به ارتباط بین ژانرهای کمتر محبوب در میان زنان و ویژگی‌هایی اشاره کرد که ممکن است باعث کاهش جذب زنان شود، مانند نبود شخصیت‌های زنانه، نیاز به برقراری ارتباط با غریبه‌ها به‌صورت آنلاین، یا حرکات سریع سه‌بعدی که ممکن است منجر به سرگیجه شود. این مطالعه همچنین نشان داد که در یک ژانر خاص، برخی بازی‌ها درصد قابل‌توجهی بازیکن زن بیشتری نسبت به عناوین مشابه دارند.
تحلیل محتوای ۵۷۱ بازی منتشرشده بین سال‌های ۱۹۸۳ تا ۲۰۱۴ که دارای شخصیت‌های زن قابل‌بازی بودند، یکی از دلایل احتمالی کاهش حضور زنان در برخی ژانرهای بازی‌های ویدئویی را بررسی کرد. این گزارش بیان داشت که زنان ممکن است از ژانرهایی که شخصیت‌های زن را به‌گونه‌ای منفی به تصویر می‌کشند، مانند مواردی که آن‌ها را بیش‌ازحد جنسی‌سازی می‌کنند، دوری کنند تا بخشی از یک «چرخه خودتقویت‌شونده» نشوند.

## یادداشت
1. ↑  ESA پیش از ۱۶ ژوئیه ۲۰۰۳ با نام انجمن نرم‌افزارهای دیجیتال تعاملی (IDSA) شناخته می‌شد.